# Mercado del Carmen
El mercado del Carmen es un mercado localizado en el municipio de Cuautitlán Izcalli, en el Estado de México.

## Descripción e historia
Fue inaugurado el 12 de septiembre de 1991, con la finalidad de ser el primer mercado activo abierto todo el año de la ciudad de Cuautitlán Izcalli.
Asentado en la colonia Infonavit Norte, es el mercado más grande de dicha urbe, siendo uno de los lugares de abastecimiento de comida, ropa, y otros artículos, con mayor afluencia por los habitantes y las personas aledañas al municipio del mismo nombre. Por mencionar algunos de los productos alimenticios que se encuentran, se incluyen pescado, carne de pollo, carne de res, huevo, miel, frijol, frutas, verduras, entre otros varios.
Está dividido en dos áreas; el «área seca», donde se hallan productos como ropa, artículos de limpieza, videojuegos, herramientas, entretenimiento, y el «área húmeda», para todos los alimentos.